# NGC 1094
NGC 1094 is een balkspiraalstelsel in het sterrenbeeld Walvis. Het hemelobject werd op 7 november 1785 ontdekt door de Duits-Britse astronoom William Herschel.

## Synoniemen
- PGC 10559
- UGC 2262
- MCG 0-8-15
- ZWG 389.16
- IRAS02449-0029